# 닛산 디젤 스페이스 러너 RA

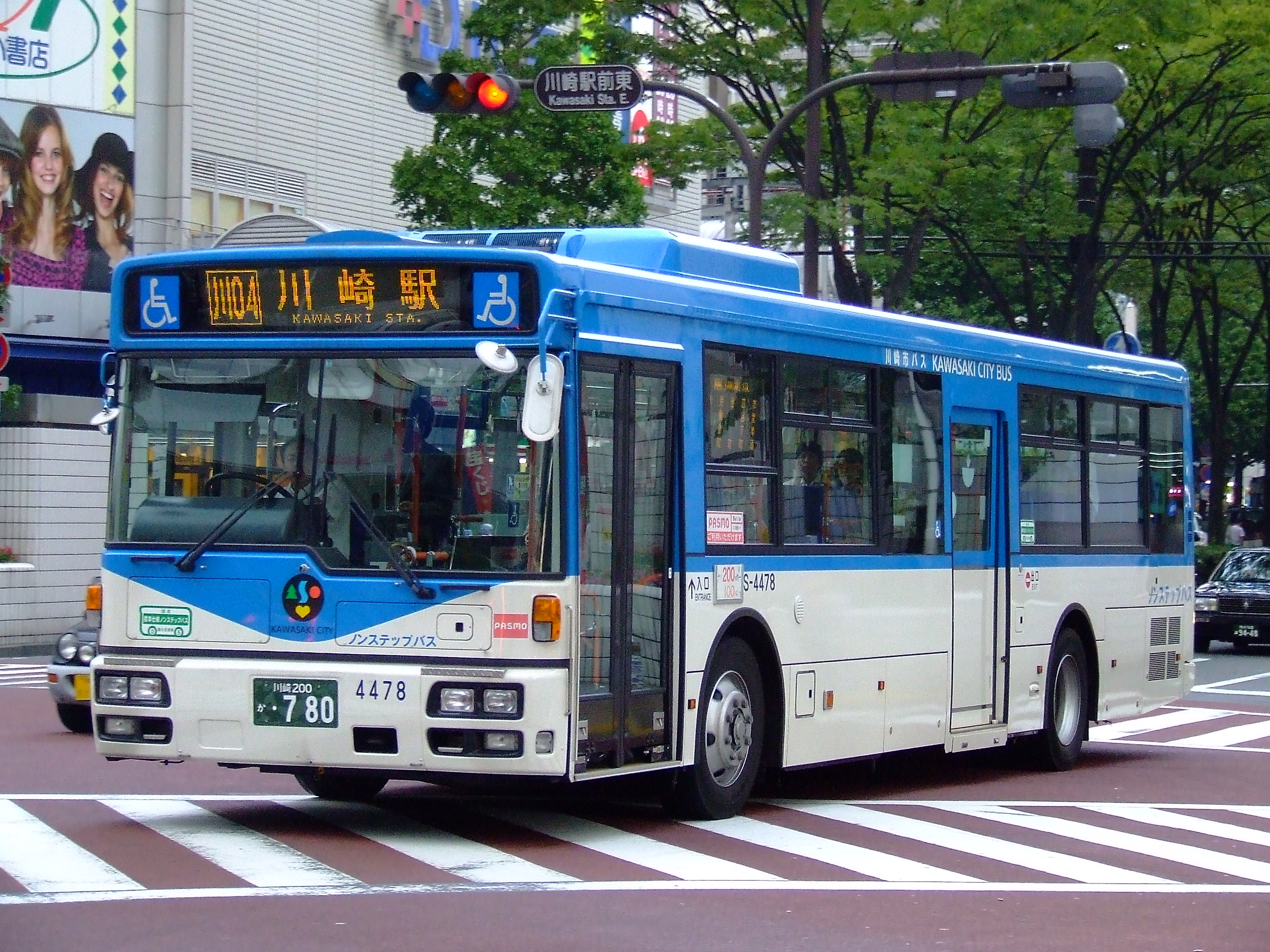
닛산 디젤 스페이스 러너 RA

닛산 디젤 스페이스 러너 RA(영어: Nissan Diesel Space RA, 일본어: 日産ディーゼル・スペースランナーRA 닛산 디이제루 스페에스란나아 아아루에에[*])는 일본 닛산 디젤 (현, UD트럭)이 만든 저상버스로 2005년부터 2010년까지 생산했다.

## 개요
2005년 6월 6일 대형 버스 최초로 배출가스 규제 대응에 따라 ADG-RA273A 모델을 처음 출시하게 되었다. 기존 모델과 달리 수직 직립으로 변경되면서 모델이 닛산 디젤 UA 모델이 닛산 디젤 스페이스 러너 RA로 모델명이 변경되었다.

## 세부 정보

### ADG-RA273A
2005년에 최초로 출시된 모델로 후지중공업 (현, 스바루)에서 제작된 UA272형 엔진으로 MD92TA형 기반으로 SCR이 장착되었고 배출가스 정화 시스템을 탑재했다. 휠베이스는 K형, M형, P형, T형으로 구성되었고 T형을 제외한 모든 모델의 경우 저상버스 모델을 기반으로 하고 있다. 차체는 서일본 차체 공업에서 생산된 96MC형으로 제작되었다.

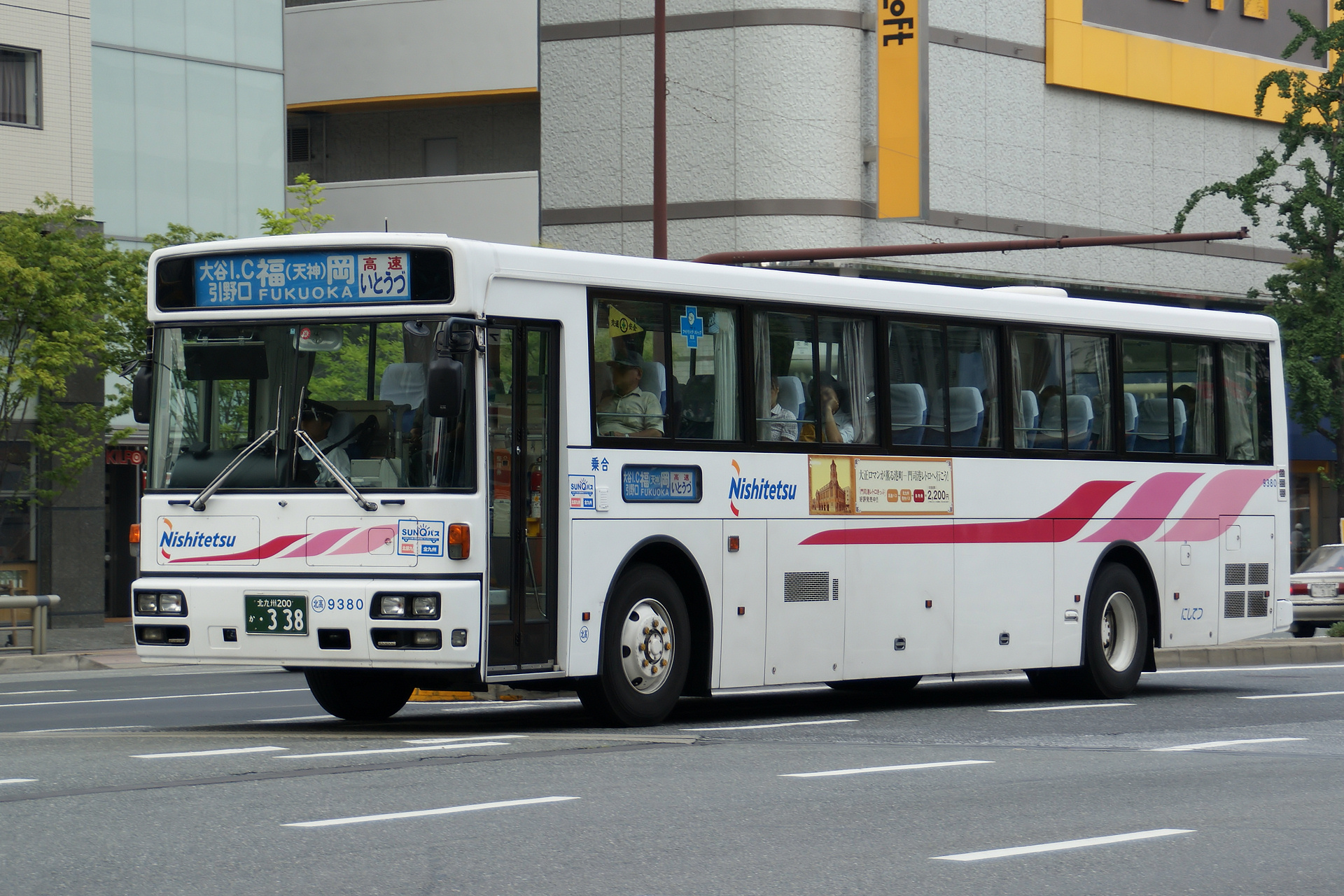
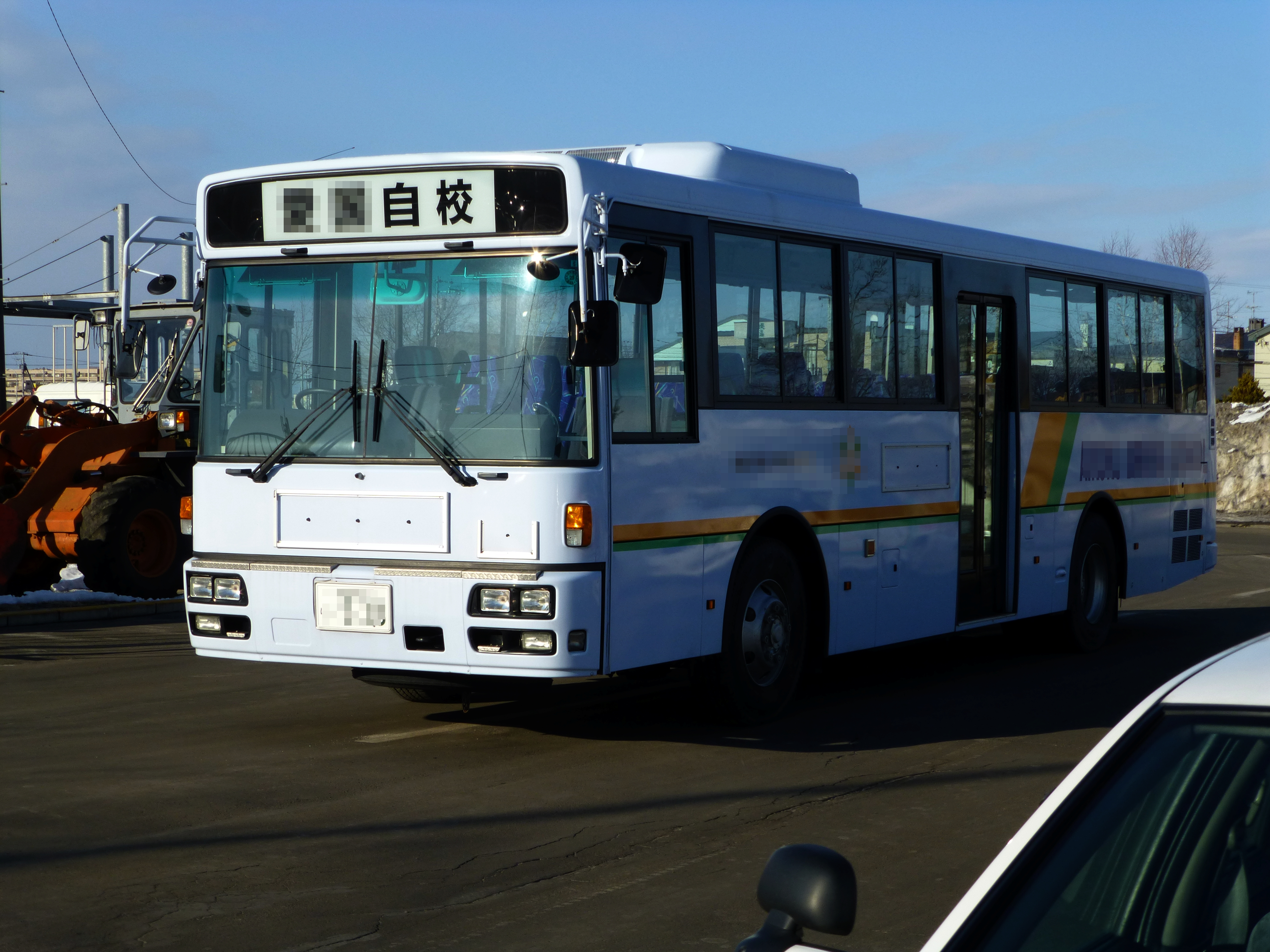

### PKG-RA274A/PDG-RA273A
2007년에 마이너 체인지가 된 모델로 미쓰비시후소트럭 버스와 버스 사업 제휴를 발표하면서 미쓰비시후소트럭 버스에서 공급을 받은 모델이다. 엔진의 경우 기존 ADG-RA273A 모델에서 사용했던 MD92TJ형으로 장착되었다. 2008년에 수직 테일램프에서 미쓰비시후소트럭 버스 모델에 사용된 범용 램프로 변경되었다. 2010년 10월에 시행되는 배출가스 규제에 대응하지 않고, 차체를 제작했던 서일본 차체 공업이 해산과 동시에, 같은 해 8월에 단종되었다.

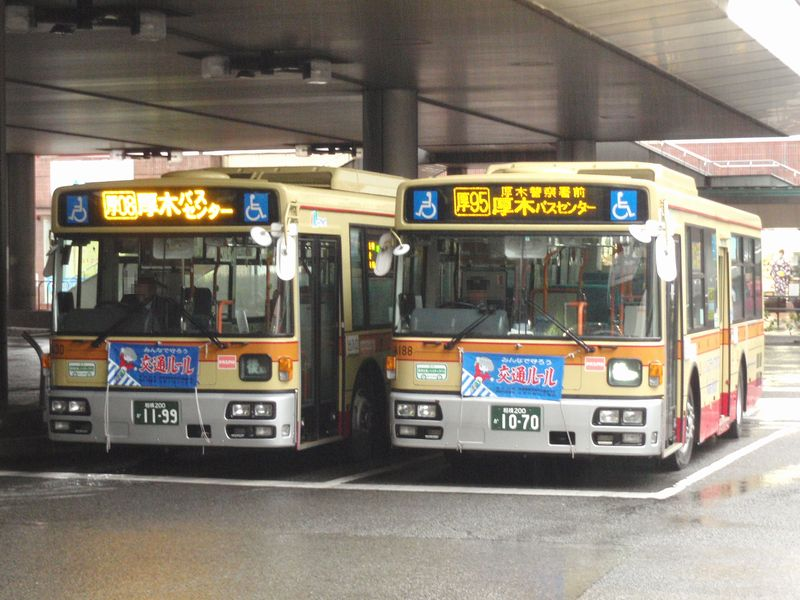
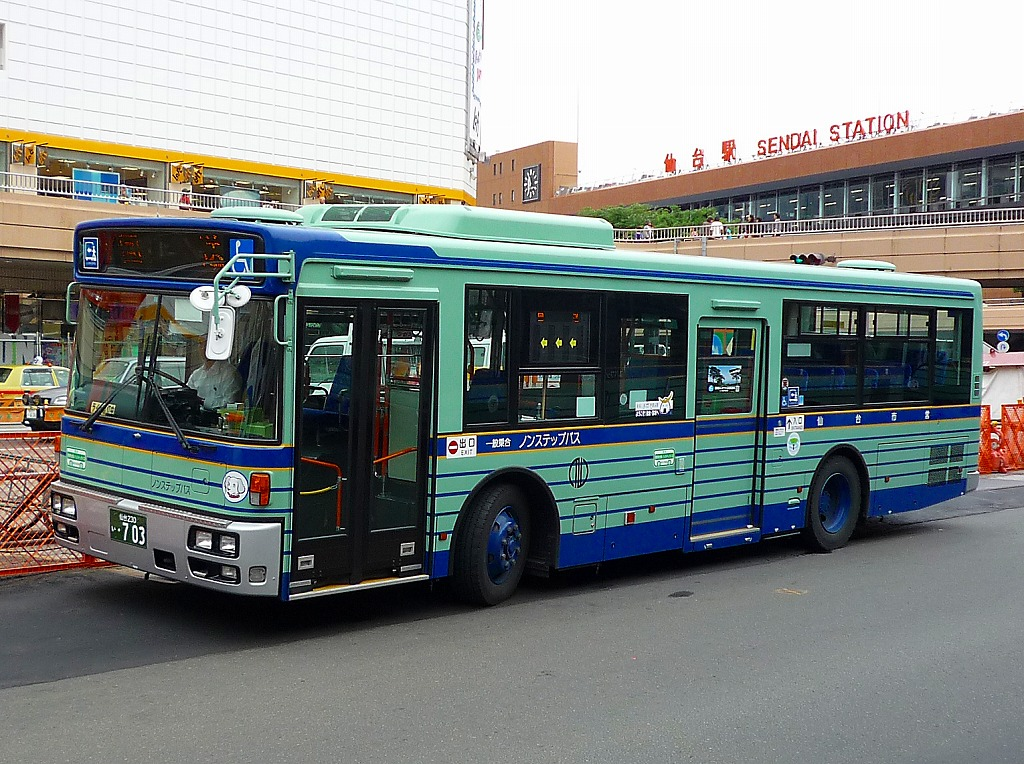
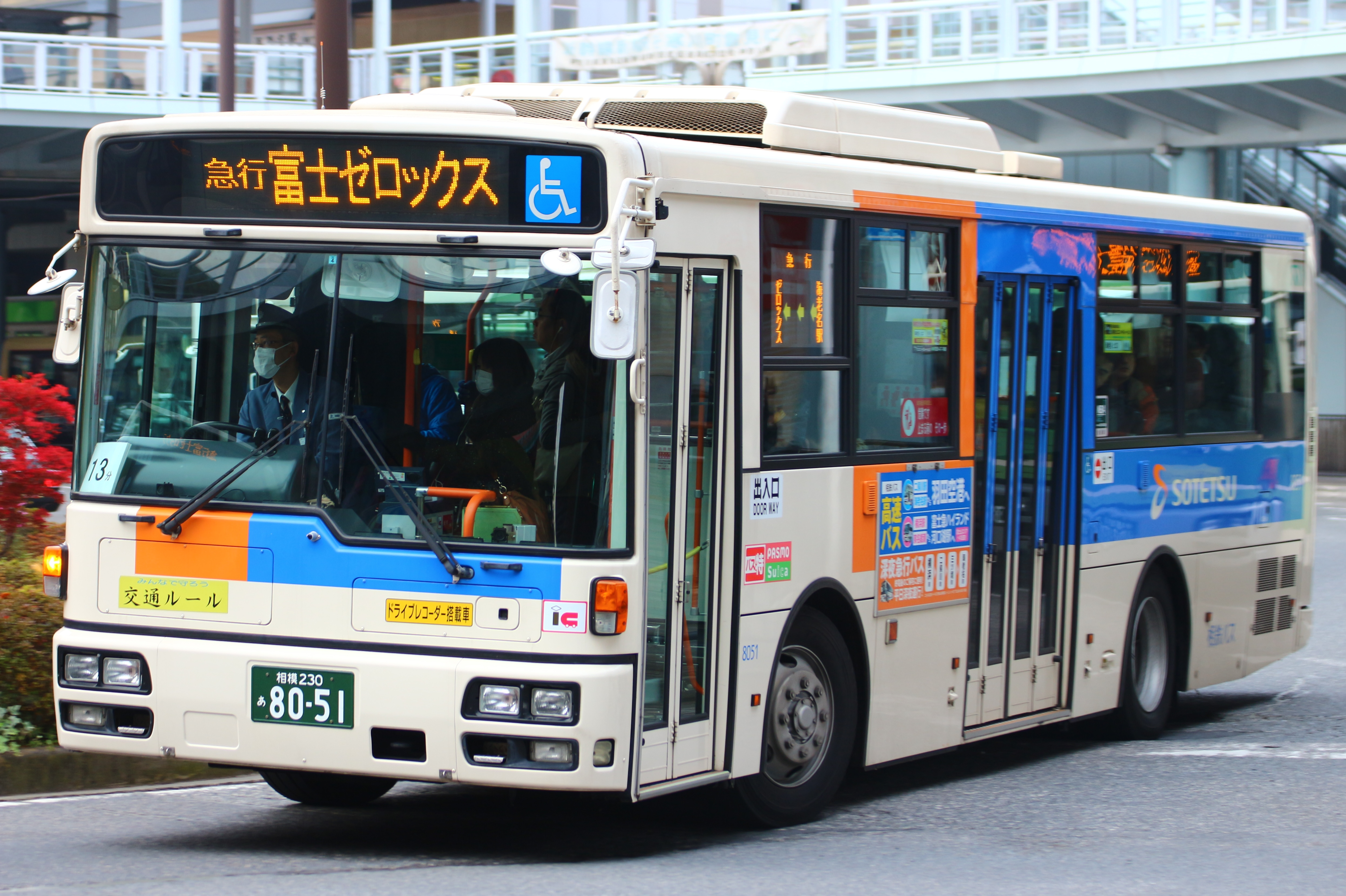
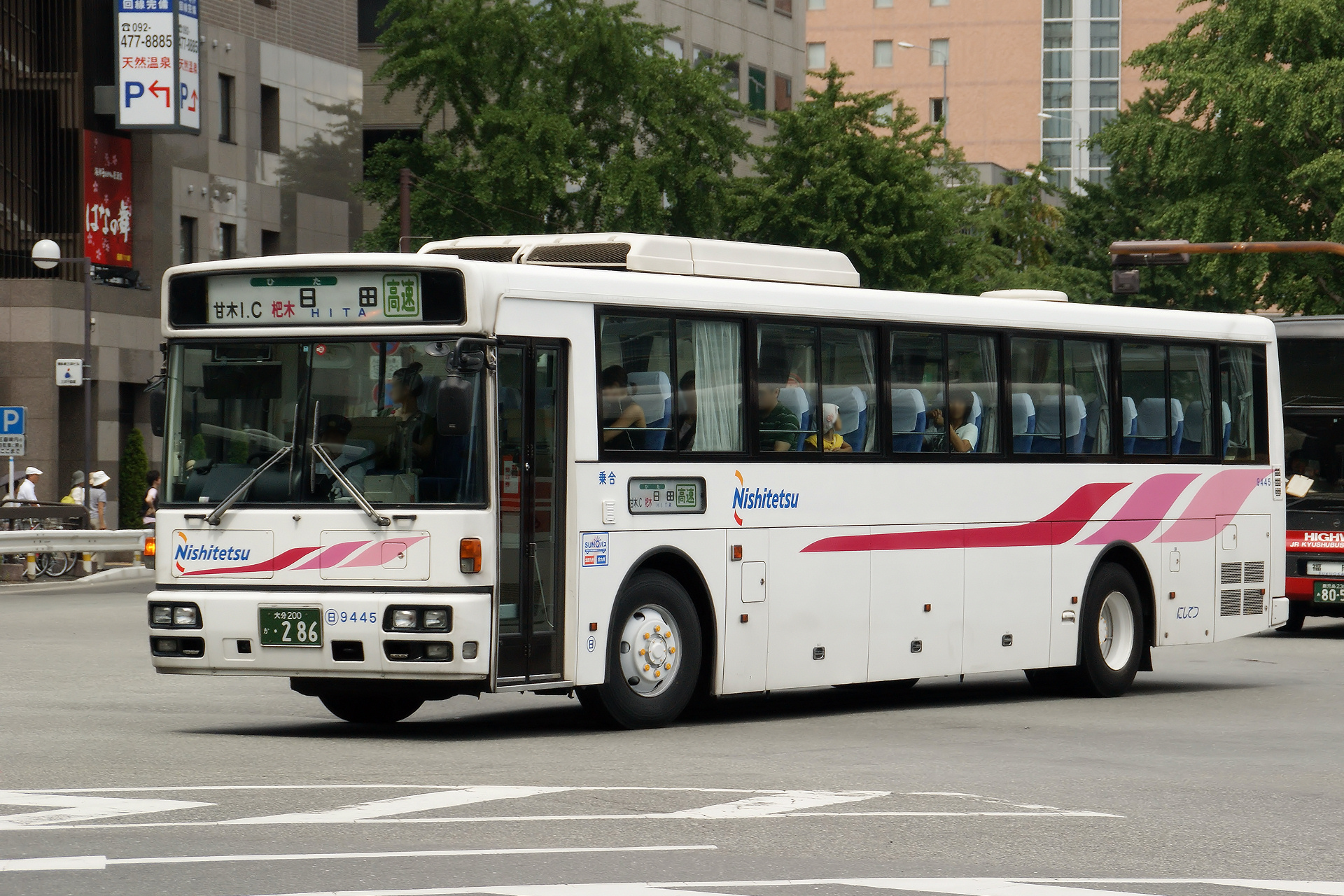

## 같이 보기
- 미쓰비시후소트럭 버스
- 서일본 차체 공업
- UD 트럭
- 닛산 디젤 스페이스 애로우
- UD트럭 SLF